# Christkindelsmärik

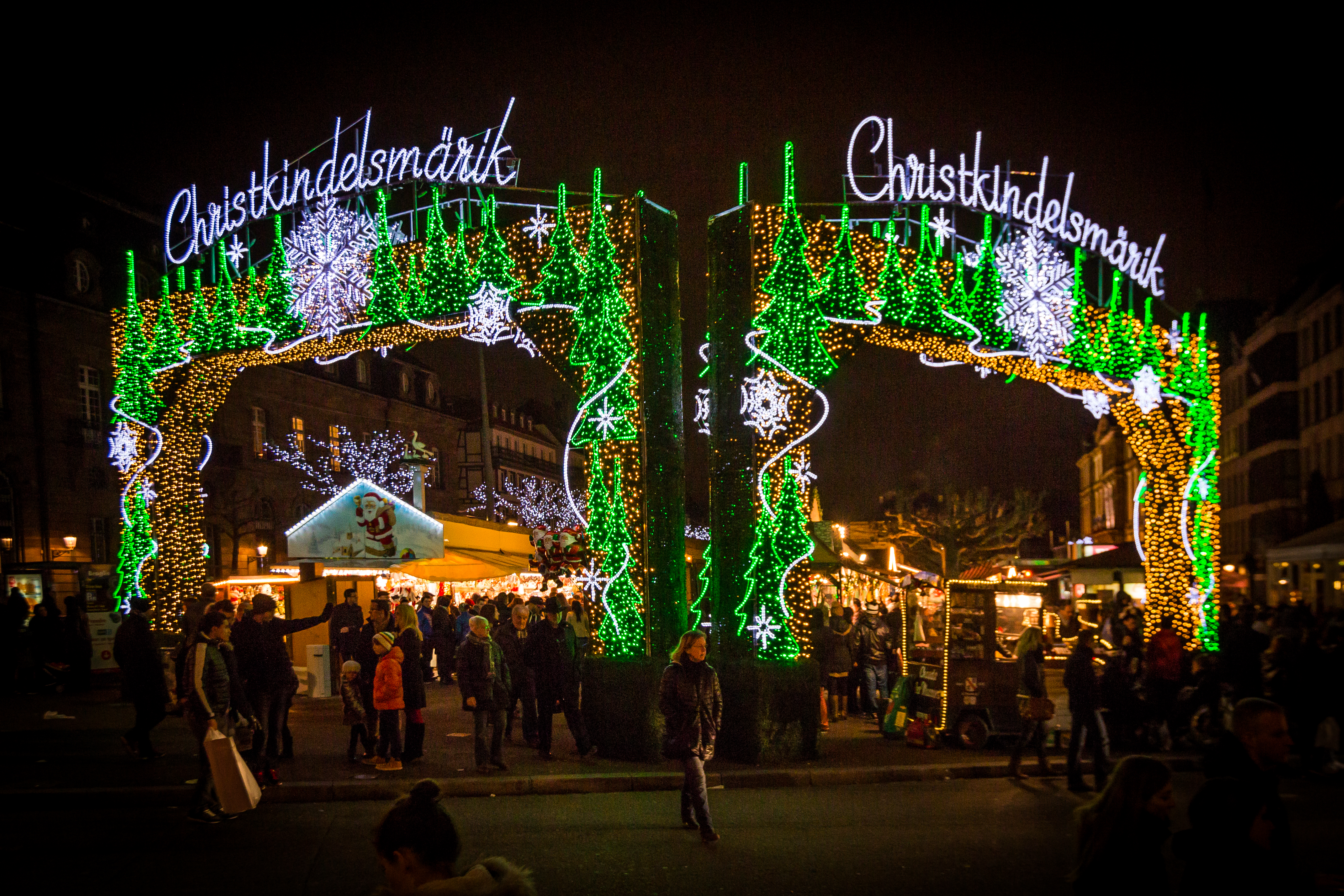
L’entrée du Christkindelsmärik sur la place Broglie.

Le Christkindelsmärik, ou « marché de l’enfant Jésus », est le nom donné en langue alsacienne au traditionnel marché de Noël qui se tient depuis 1570 à Strasbourg, en Alsace, et a été longtemps le seul en France. Il débute le premier samedi de l’Avent pour s’achever le 24 décembre au soir. Le Christkindelsmärik attire chaque année plus de trois millions de visiteurs venus du monde entier.

## Les origines

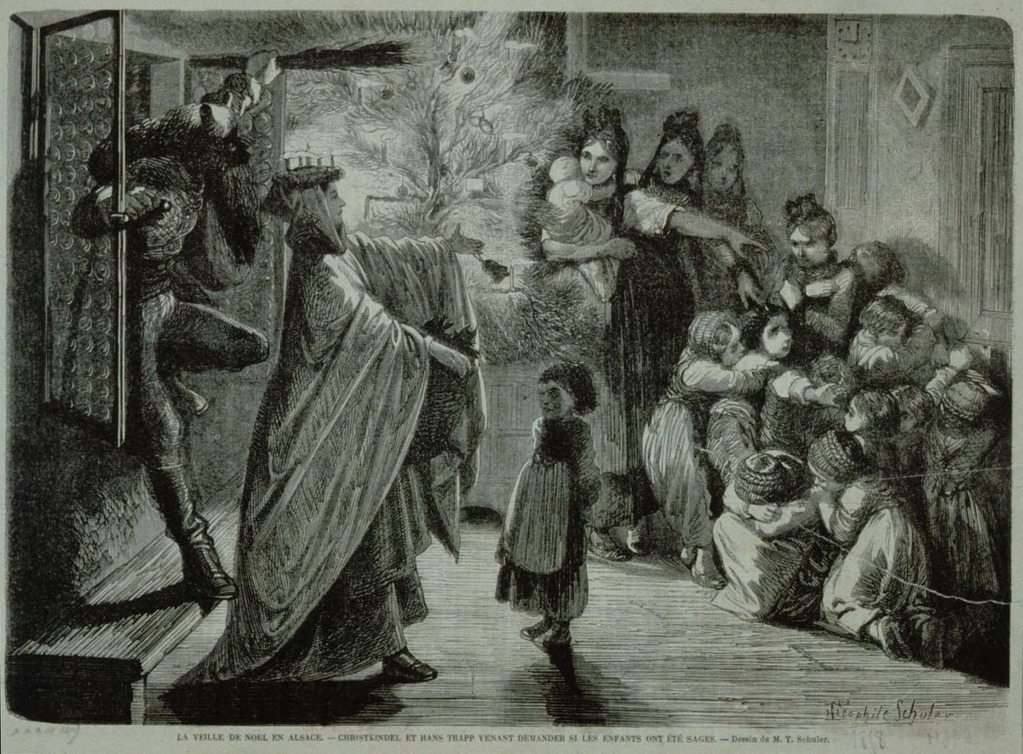
La veille de Noël en Alsace - Christkindel et Hans Trapp venant demander si les enfants ont été sages. (Théophile Schuler 1858)

Le Christkindelsmärik de Strasbourg est l'un des plus anciens marchés de Noël, lesquels étaient une spécificité du monde germanique. Le plus célèbre était celui de Nuremberg, mais ceux de Francfort, Dresde et Berlin étaient aussi très réputés. Au Moyen Âge, un marché était organisé à Strasbourg en prévision de la fête de saint Nicolas le 6 décembre. C’est en effet à ce saint, évêque de Myre en Turquie au IVe siècle, que l’on attribuait le rôle de dispensateur de cadeaux aux enfants. Pour permettre aux parents de se procurer friandises et jouets, un marché, appelé en alsacien « Klausemärik », était alors installé quelques jours avant cette date.
La Réforme protestante fut adoptée par la ville de Strasbourg en 1525 et, en 1570, dans la cathédrale alors affectée au culte protestant, le pasteur Johannes Flinner s’éleva en chaire contre l’usage de remettre des cadeaux aux enfants le jour de la Saint-Nicolas. Cette pratique, jugée « papiste », donnait à un saint le rôle valorisant de donateur. Le pasteur Flinner préconisa de confier symboliquement cette mission au Christ, sous la forme de l’enfant Jésus. Impressionné par ce sermon, le Conseil des XXI de Strasbourg décida le 4 décembre 1570 de supprimer la Saint-Nicolas, mais d’autoriser les commerçants à tenir leur marché trois jours avant cette date. On y trouvait des marchands de poupées et d’autres jouets, des ciriers (ou marchands de bougies et cierges en cire), des marchands de pain d’épices et de sucreries, mais ce marché était aussi une véritable foire annuelle, qui attirait à Strasbourg des marchands venus de loin.
Le marché de la Saint-Nicolas a donc été remplacé par celui de l’enfant Jésus, nommé « Christkindel » en dialecte alsacien, et la remise des cadeaux a, elle aussi, changé de date pour se faire la veille de Noël. C’est donc l’influence protestante qui a lancé ce nouvel usage strasbourgeois d’un marché avant Noël. Elle a aussi créé ce personnage du Christkindel, qui a remplacé le saint évêque Nicolas pour entrer dans les foyers et y apporter leurs cadeaux aux enfants.

## DuXVIIIesiècleauXXesiècle
De passage à Strasbourg en 1785, la baronne d'Oberkirch note dans son journal :

« Nous passâmes l’hiver à Strasbourg et, à l’époque de Noël, nous allâmes comme de coutume au Christkindelmarckt. Cette foire, qui est destinée aux enfants, se tient pendant la semaine qui précède Noël et dure jusqu'à minuit ; elle a lieu près de la cathédrale, du côté du palais épiscopal, sur une place qu’on nomme le Fronhof. »

Sur la place du Château
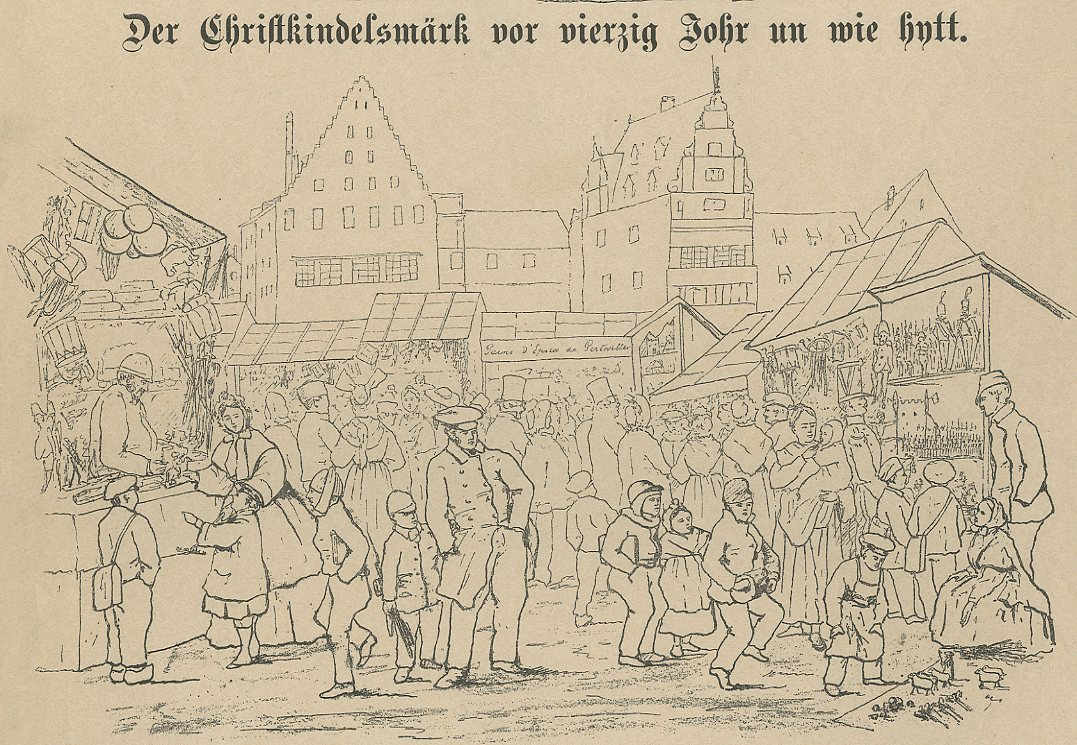
Christkindelsmärik sur le Fronhof, actuelle place du Château

Vers 1830 et jusqu'en 1870, le Christkindelsmärik a été transféré sur la place d’Armes, l’actuelle place Kléber, épicentre de la vie sociale et économique strasbourgeoise, non sans avoir connu quelques déménagements : il s’était retrouvé en 1848 devant la gare de l’époque (l’« ancienne gare », devenue place des Halles) et une ou deux fois à l’étage de l’Ancienne Boucherie, aujourd'hui Musée historique.

Sur la place Kléber
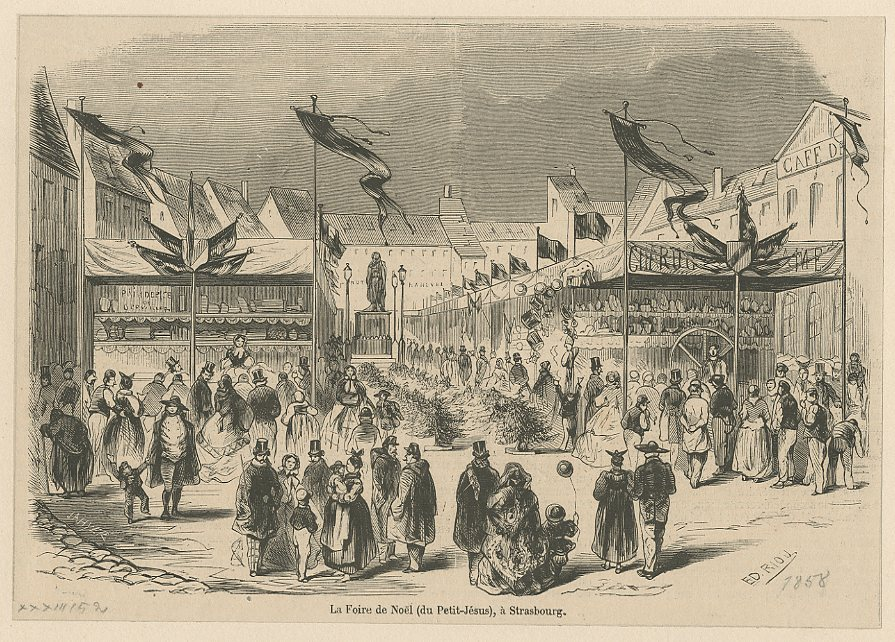
La Foire de Noël (du Petit-Jésus), à Strasbourg, Édouard Riou, 1858
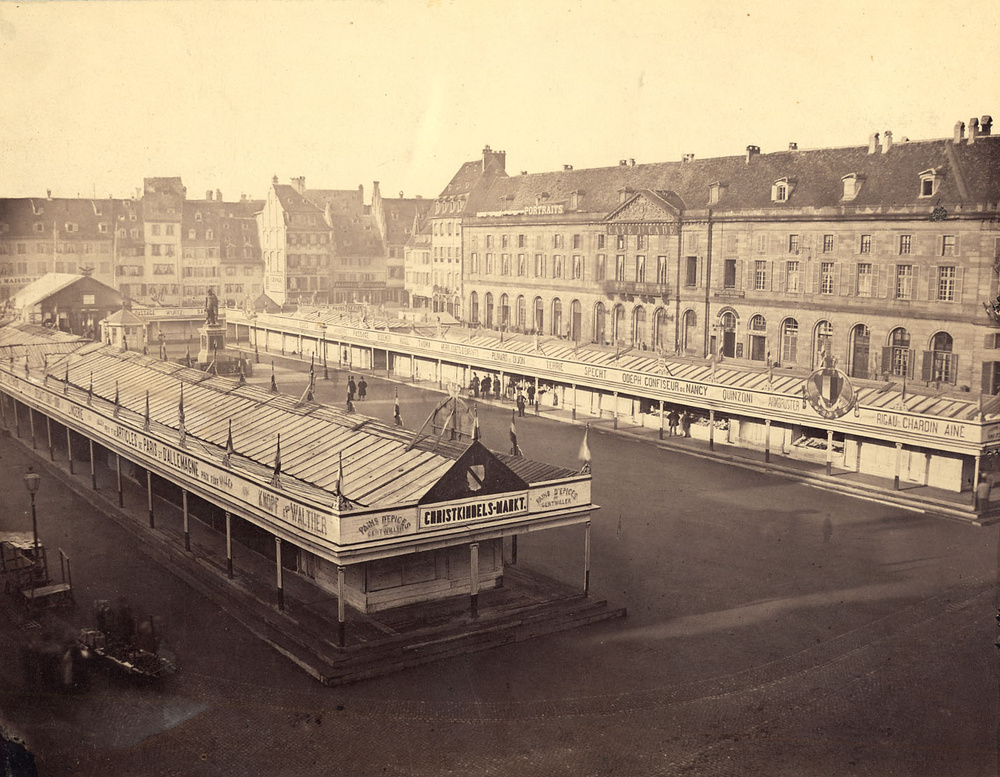
Le Christkindelsmarkt en 1866 Charles David Winter, 1866
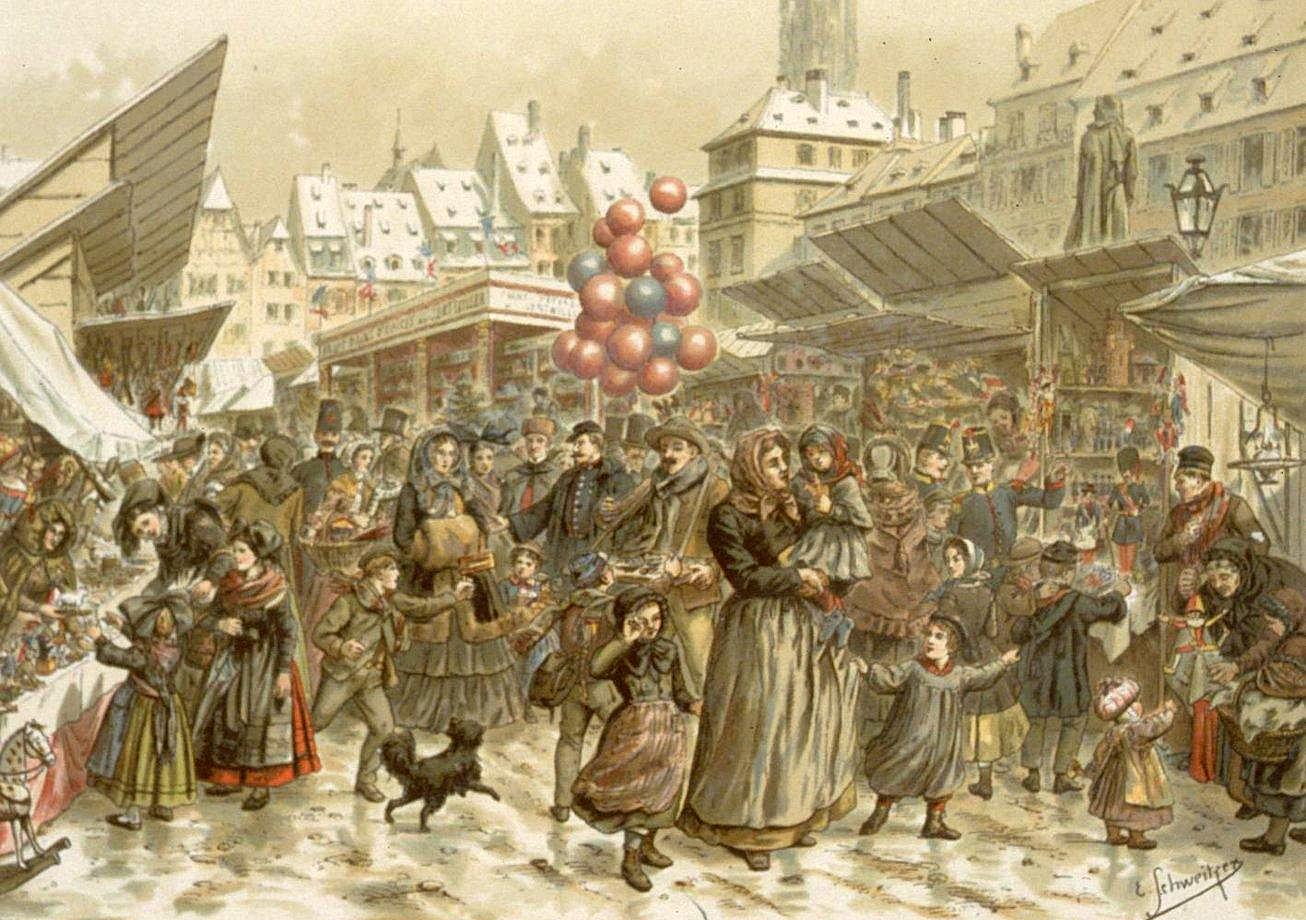
Foire de Noël, sur la place Kléber, en 1859, Émile Schweitzer, 1894

Après l’annexion de l’Alsace à l’empire allemand en 1871, le marché s’est installé place Broglie, mais a été supprimé durant les quatre années de la Première Guerre mondiale. Aujourd'hui, le Christkindelsmärik se trouve toujours sur la vaste place Broglie (ancien marché-aux-Chevaux), considérée comme son site historique, auquel ont été ajoutés d’autres lieux de la ville.
La composition du Christkindelsmärik a varié au cours du temps. Dans les années 1900, la partie est de la place Broglie, du Théâtre municipal jusqu'à l’actuelle rue de la Comédie, était déjà réservée aux marchands de sapins, tandis que la partie ouest, jusqu'à l'actuelle rue du Dôme, recevait les étals des autres commerces, proposant confiseries, jouets et décorations pour l'arbre de Noël. Les décors de Noël étaient composés de boules en verre incassables fabriquées à Goetzenbruck et Meisenthal, villages des Vosges du Nord situés en Moselle, mais on appréciait les sujets très variés : locomotive ou animaux miniature en carton embouti, personnages parfois très élaborés, en fil de fer garni de coton ou de papier, complétée de petites chromos et d’accessoires miniature.

Sur la place Broglie (vers 1910)
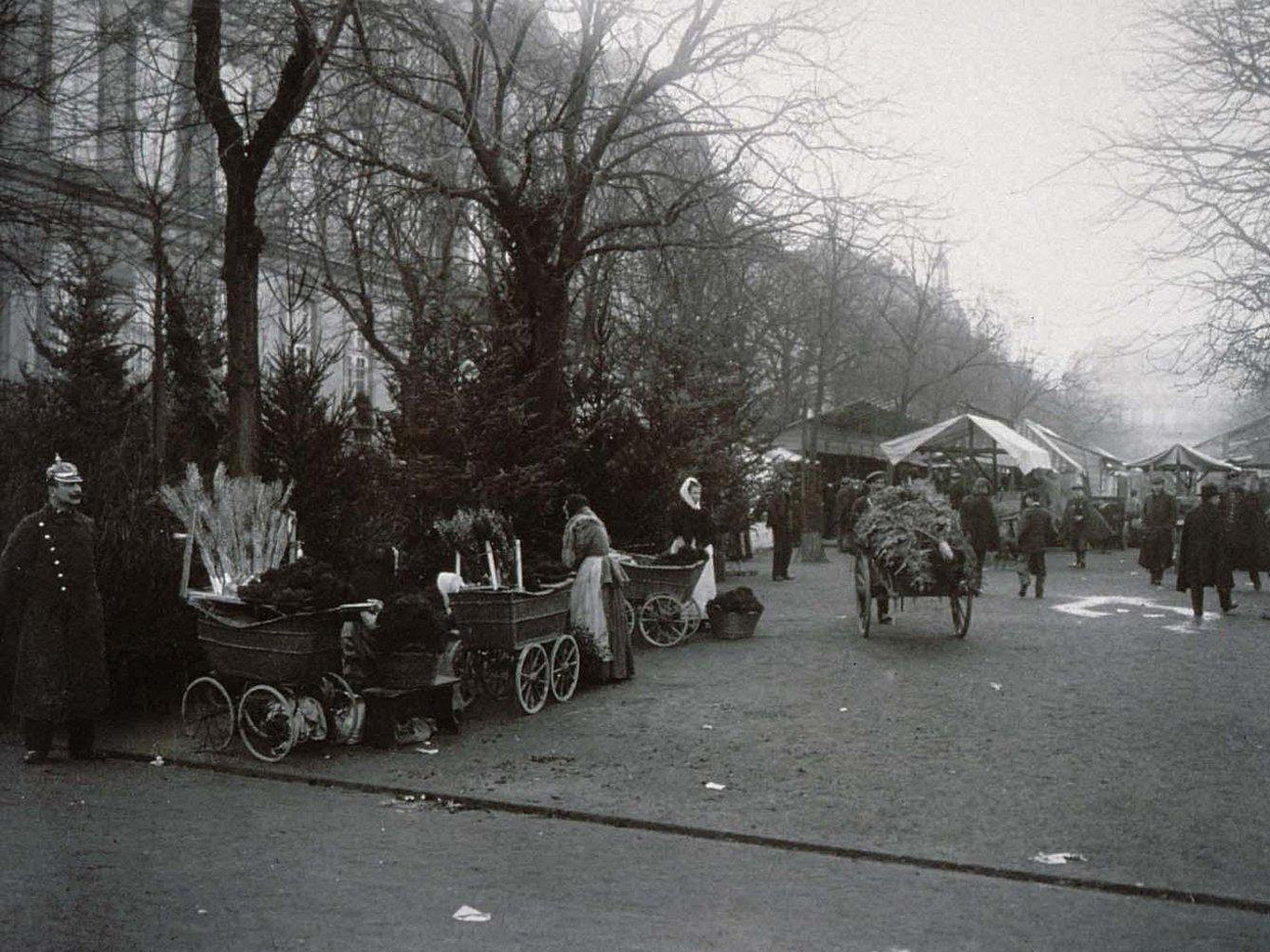
La place Broglie
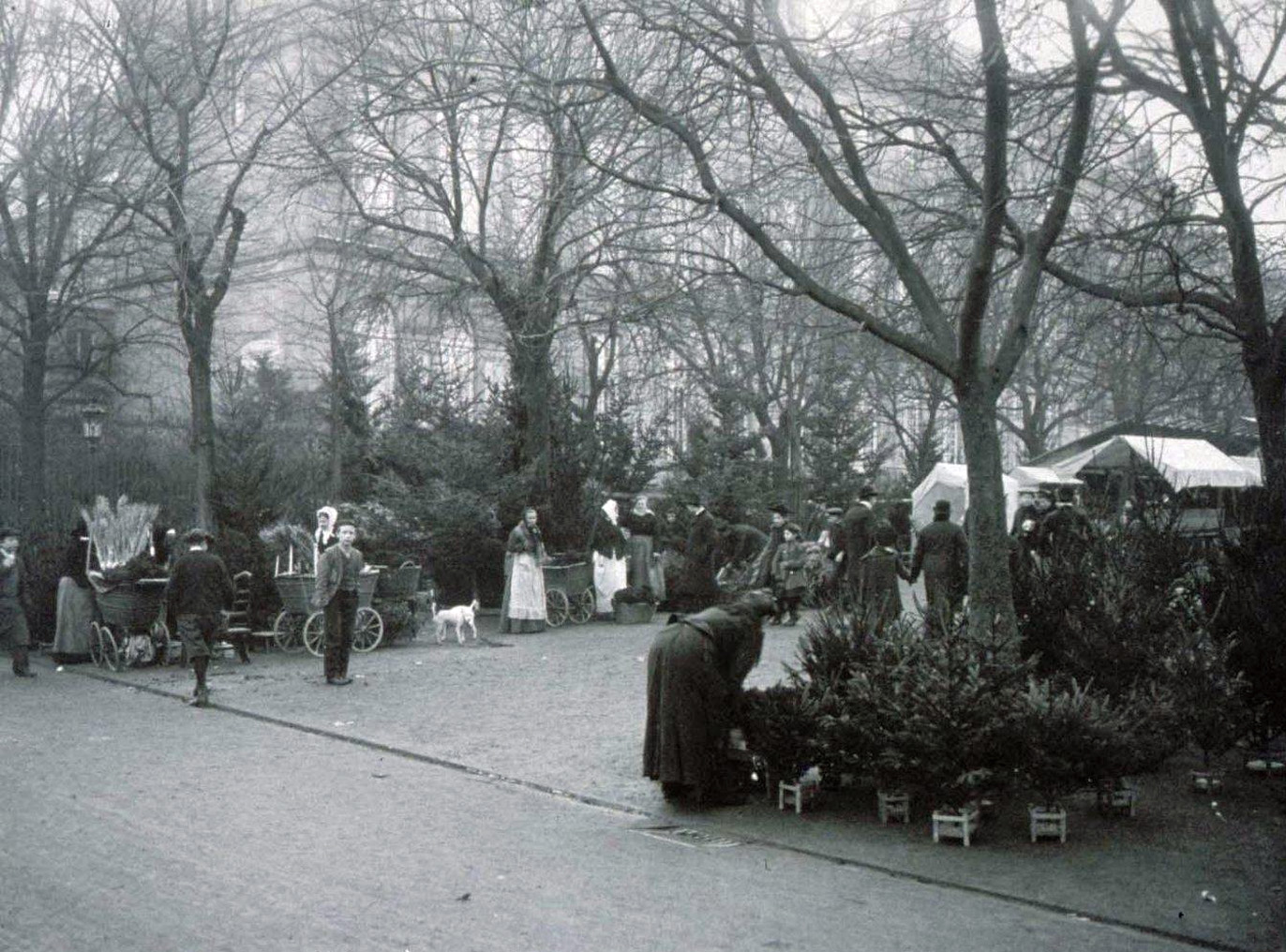
Vente de sapins
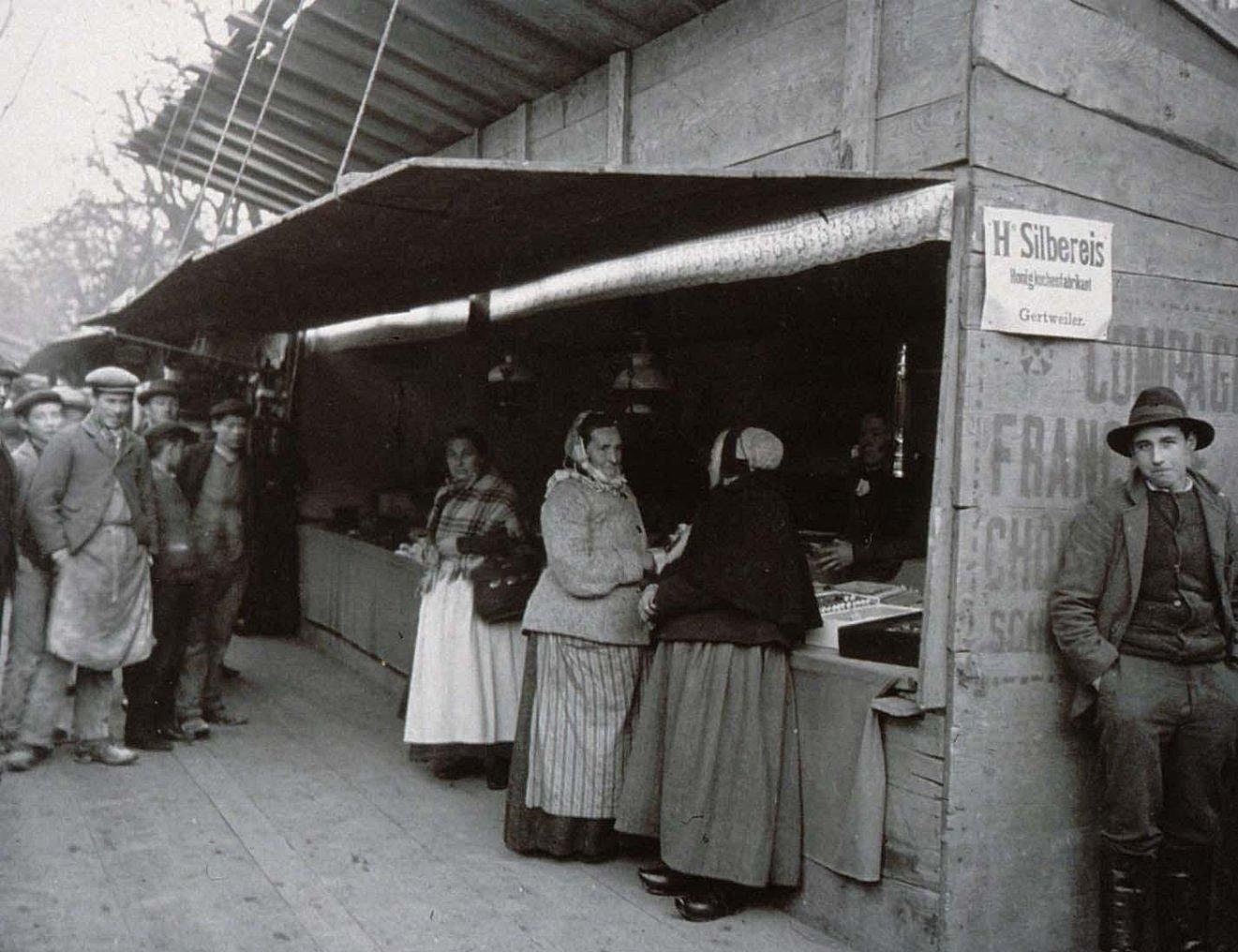
Baraques en bois

## Un marché pour les Strasbourgeois

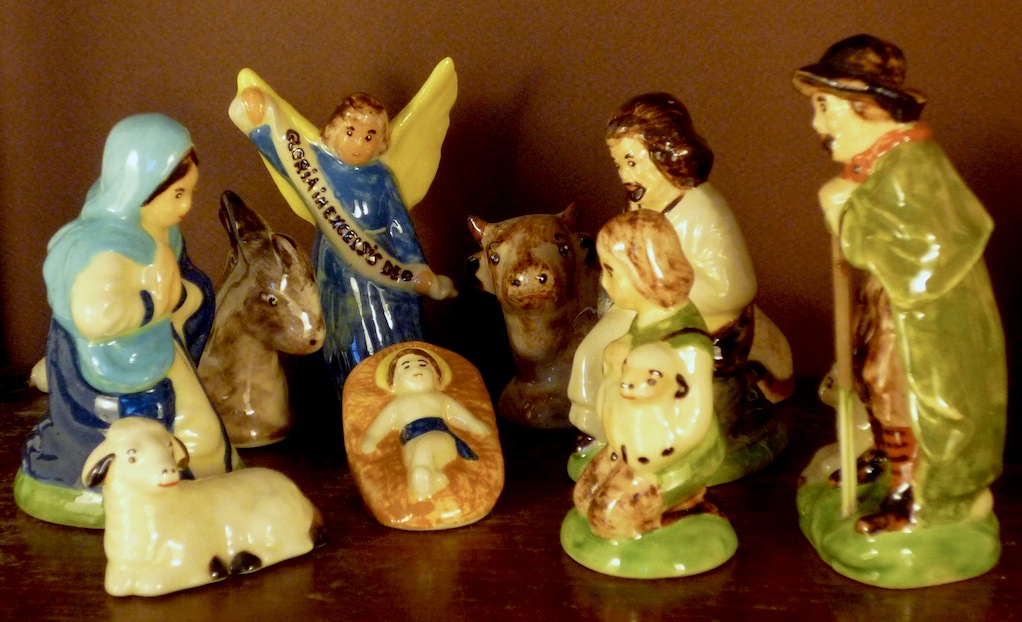
Crèche en terre cuite d’un potier de Soufflenheim.

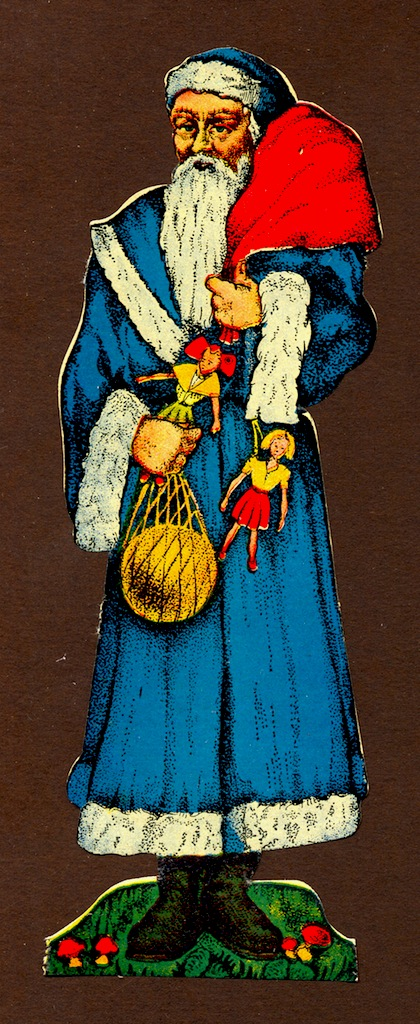
Chromo apposé sur les pains d’épices de Gertwiller.

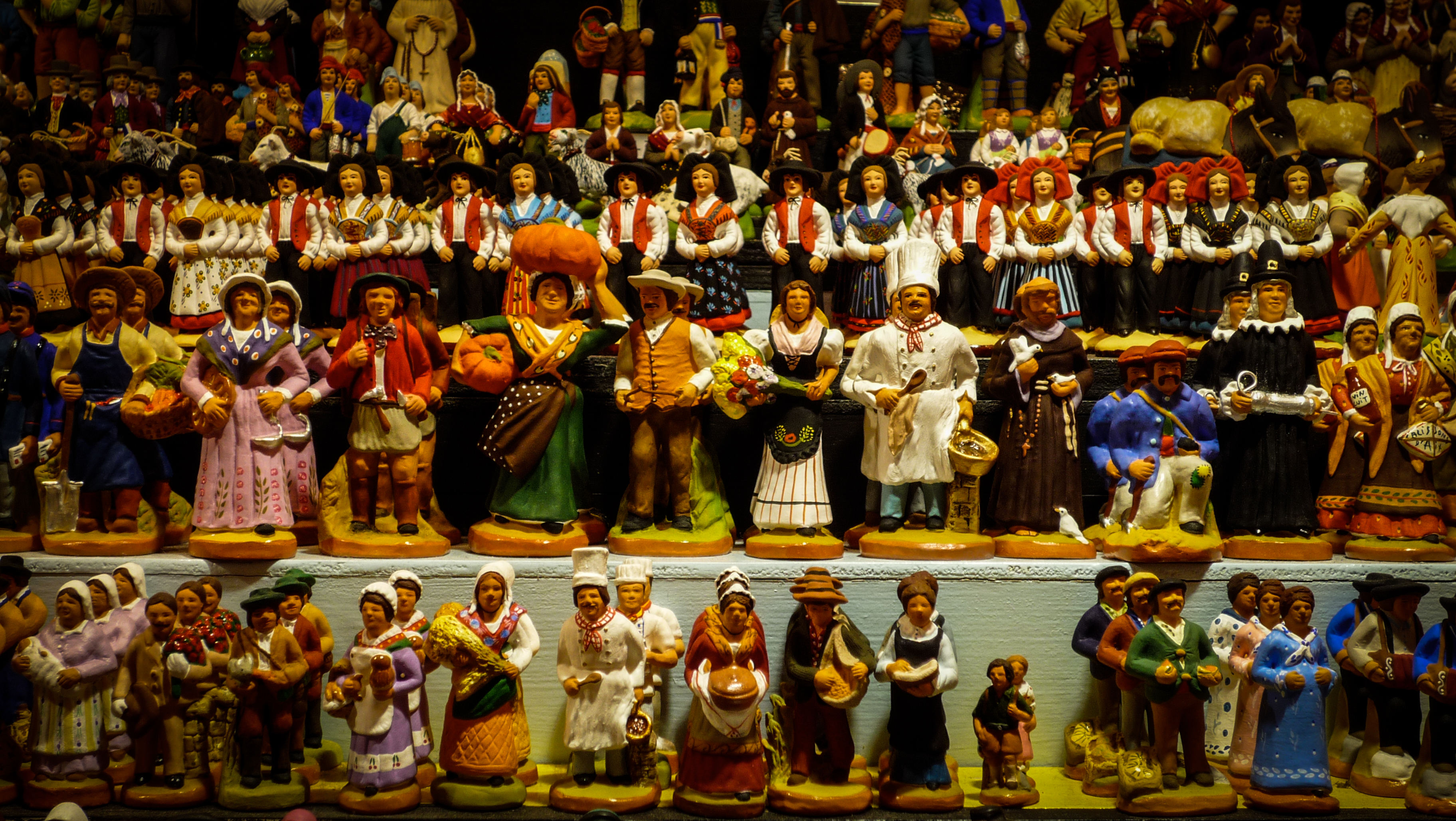
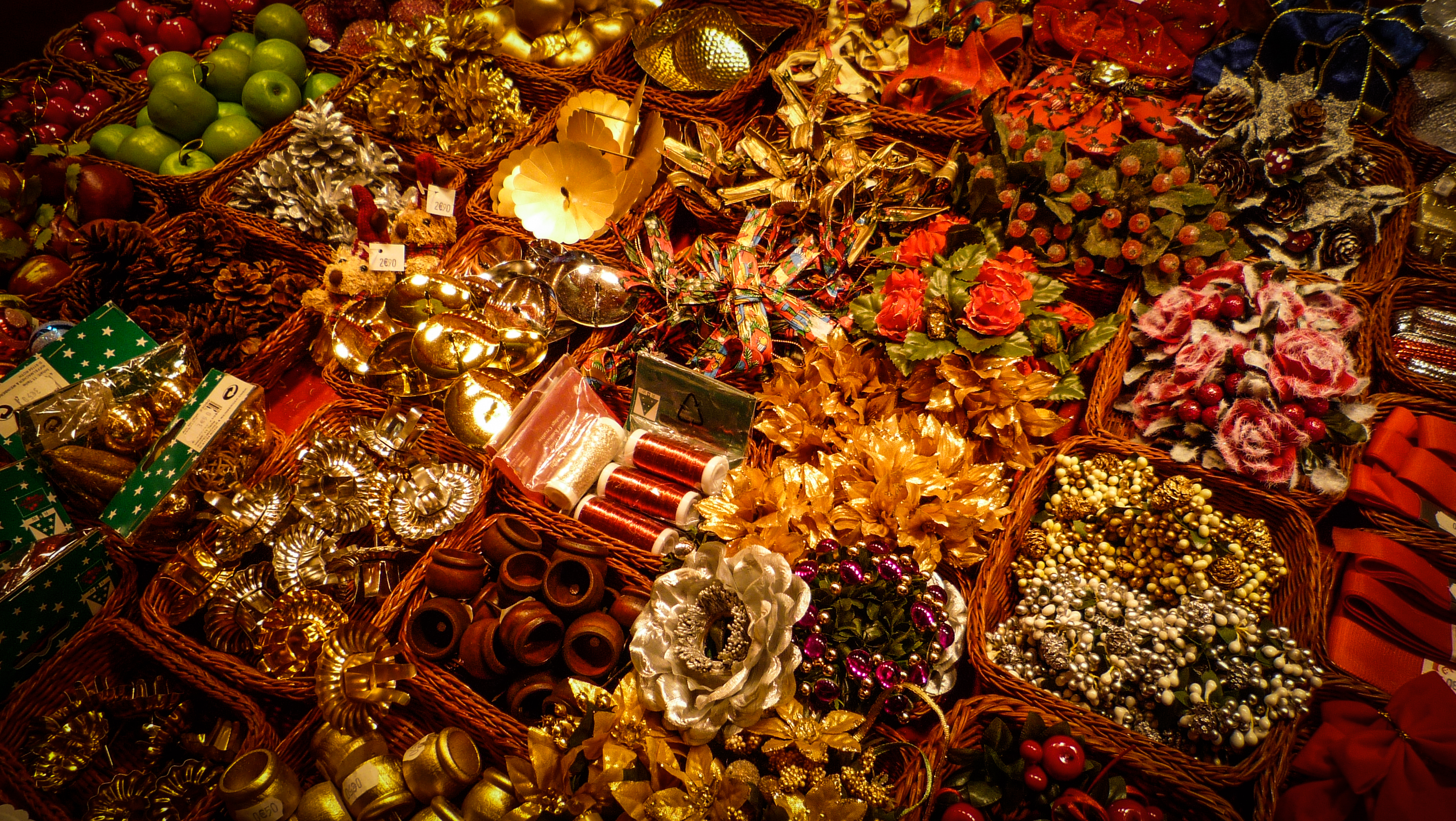
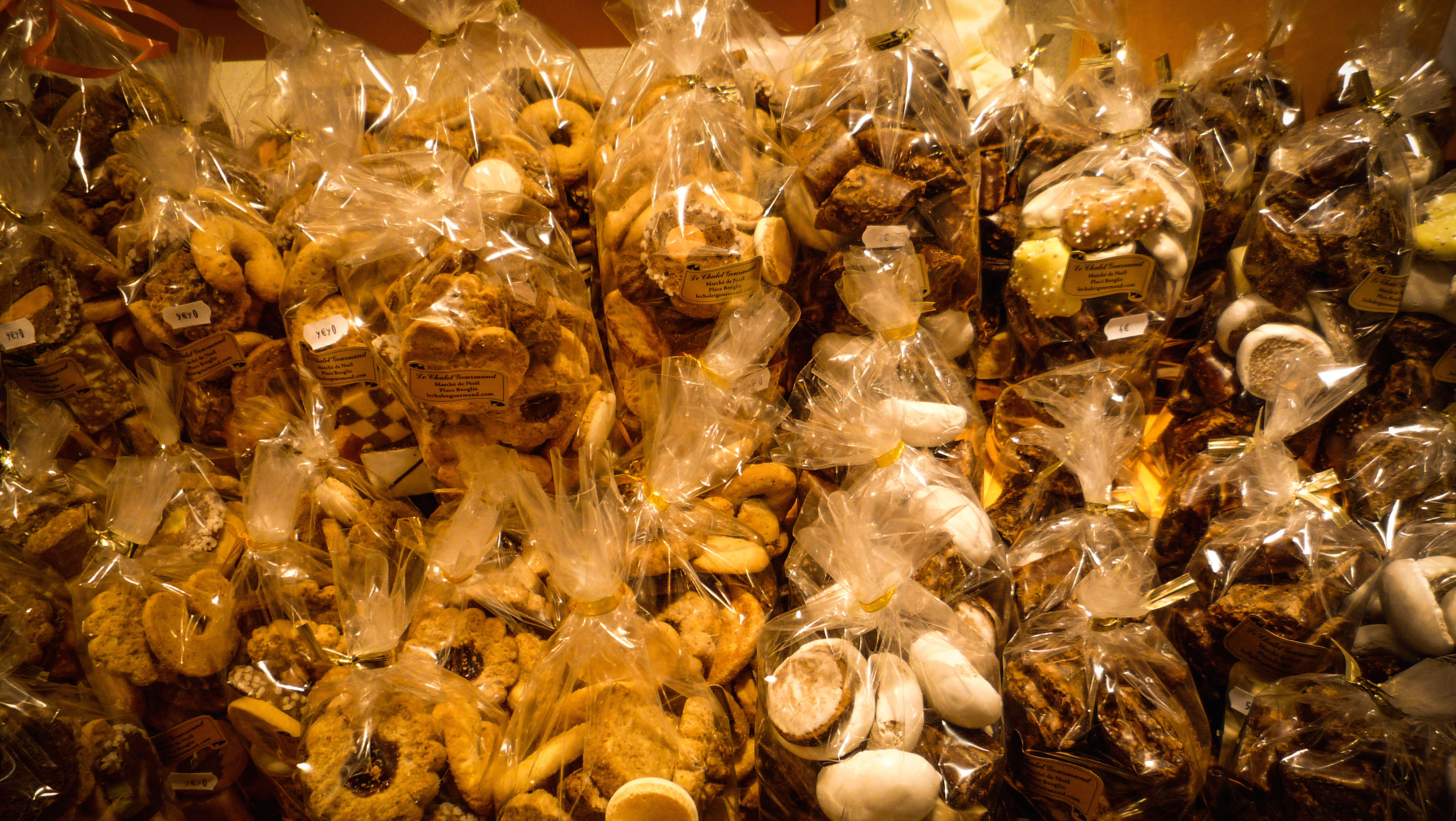
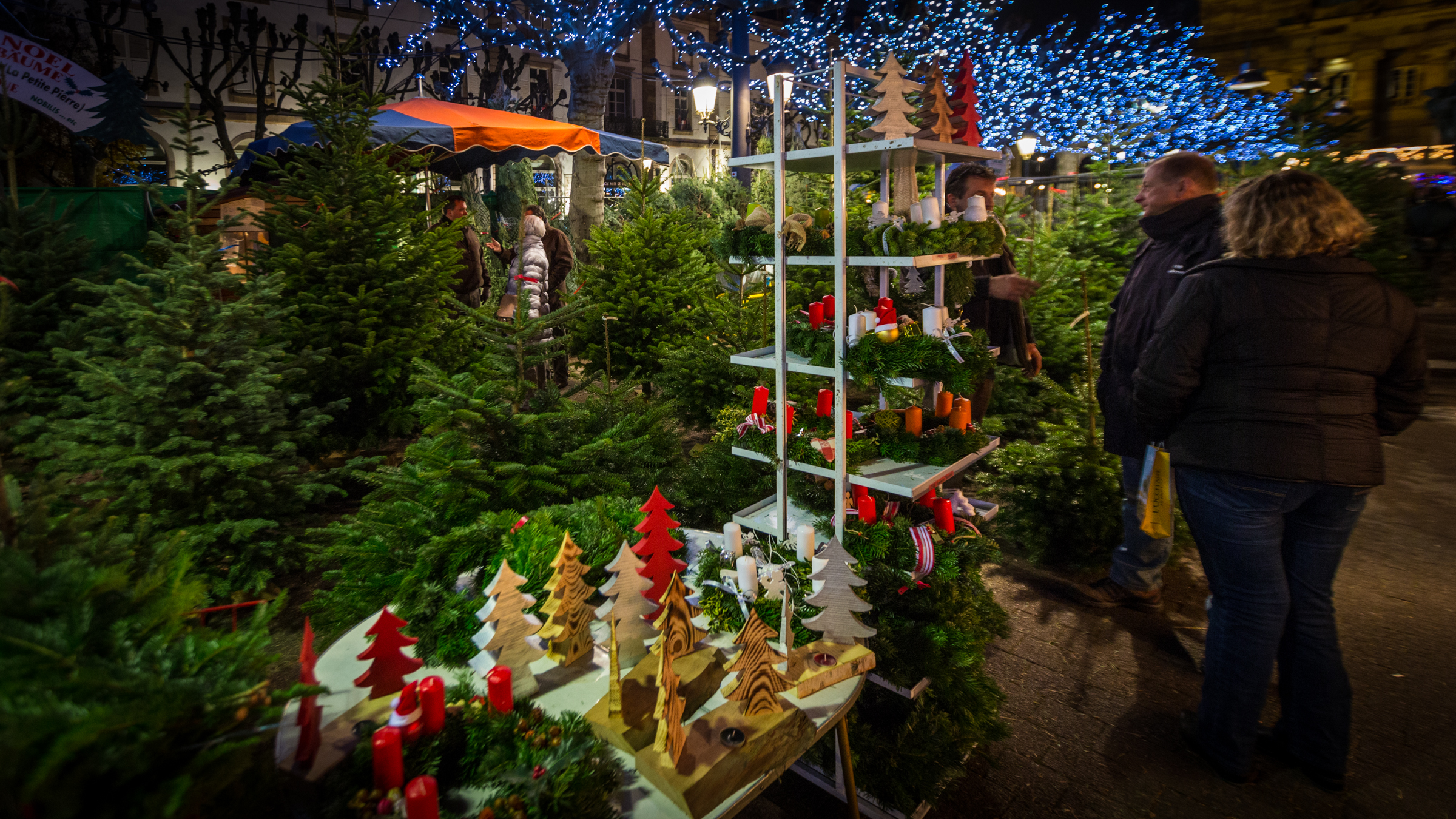

Dans les années 1960, le Christkindelsmärik se tenait du 1er au 24 décembre. Les habitants de Strasbourg faisaient leurs emplettes pour Noël quasi exclusivement dans ce marché, seuls les marchands forains étant alors en mesure de proposer ces articles saisonniers, spécifiques à la fête de Noël.
Le premier stand vers la rue du Dôme était celui de la « Confiserie orientale », qui vendait des douceurs exotiques et rares, annonçant du « zuk-zuk nougat » (halva) et proposant des tranches de noix de coco, constamment humidifiées par un petit jet d’eau, ainsi que des « pommes d’amour » enrobées de sucre rouge. Le stand de « La gaufre lorraine » attirait le chaland grâce à la senteur des gaufres qu’il vendait saupoudrées de sucre. Les confiseurs exposaient sucres d’orge, rouleaux de réglisse, nougat, têtes dites « de nègre », boules dites « de coco ». Des pralines en préparation étaient remuées avec une grande cuillère en bois dans un chaudron en cuivre. Des marchands venus du village de Gertwiller, où exerçaient plusieurs fabricants de pain d’épices, vendaient des montagnes de pains d’épices, essentiellement sous forme de paquets de langues glacées au sucre, ou de plaques rectangulaires sur lesquelles était collée une image de saint Nicolas. La petite locomotive du vendeur de marrons chauds était, elle aussi, présente, et le vendeur de barbe à papa était assiégé par les enfants.
En matière d’accessoires et de décors de Noël étaient proposés quantités de boules en verre argentées ou colorées, souvent importées de Bohême, des guirlandes brillantes et d’autres décors pour le sapin, ainsi que des figurines de crèche en plâtre peint, toutes faites sur le même modèle, mais dans un grand choix de tailles. Un vieil aveugle agitait une clochette pour attirer l’attention des passants vers la petite table où il avait posé des petits paquets de Sternereje, « pluies d’étoiles » en dialecte, « cierges magiques » en français.
La visite au Christkindelsmärik se terminait généralement par l’odorante allée des sapins, lesquels étaient d’ailleurs pour la plupart des épicéas, espèce moins onéreuse que le sapin des Vosges. L’arbre choisi était emporté par le client, généralement peu de temps avant Noël, la tradition voulant que l’arbre ne soit garni que le 24 décembre.

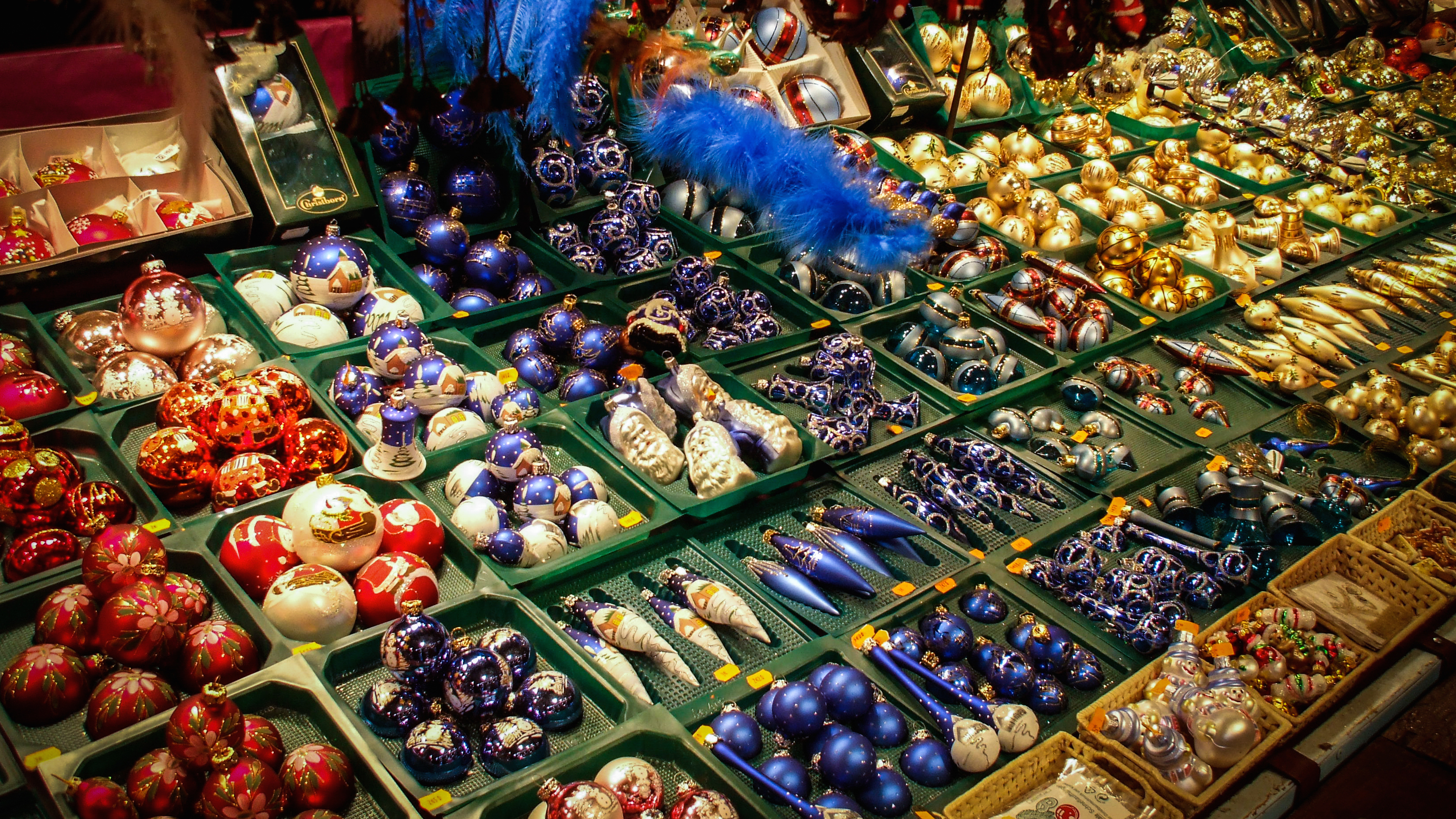
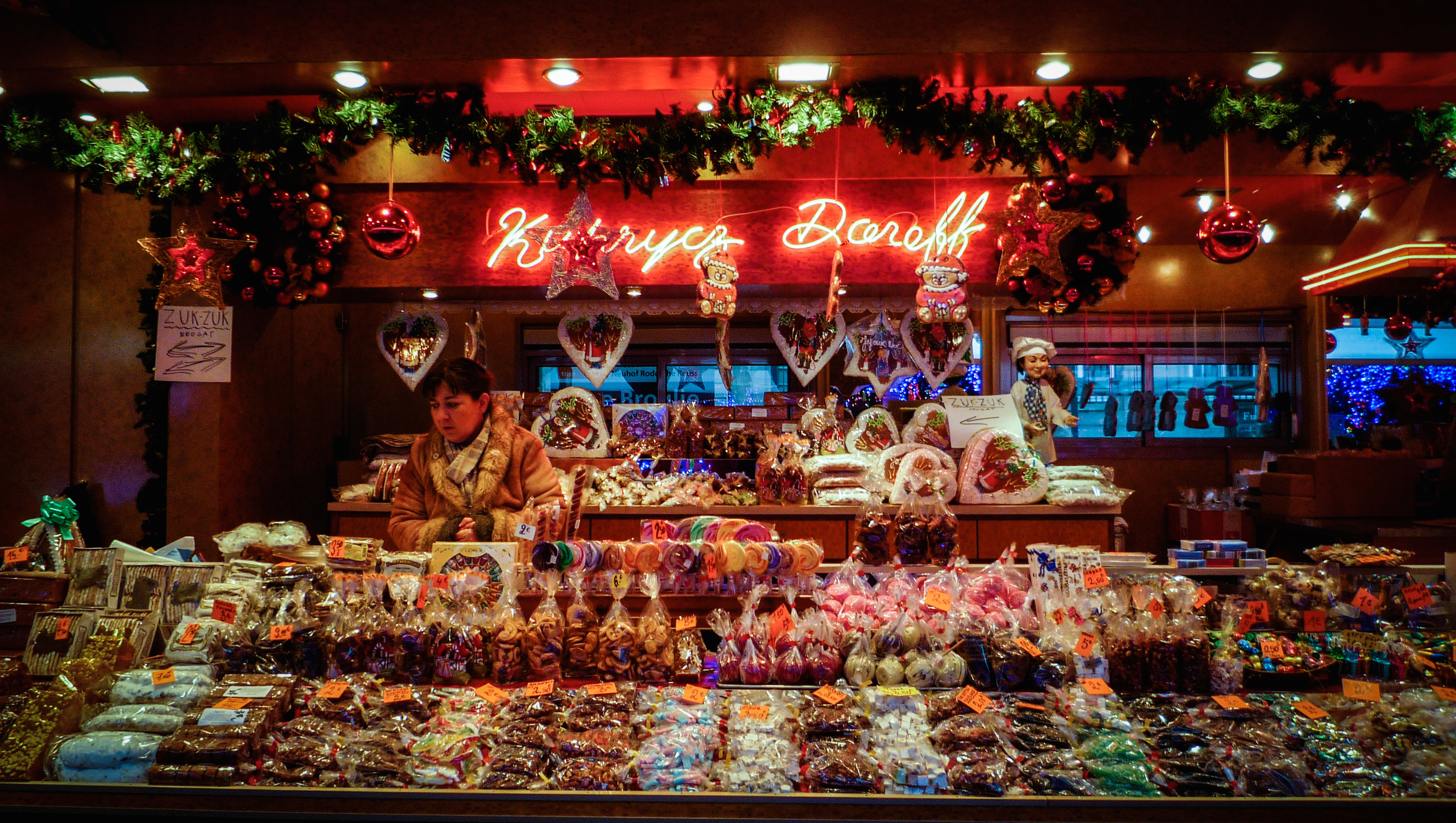
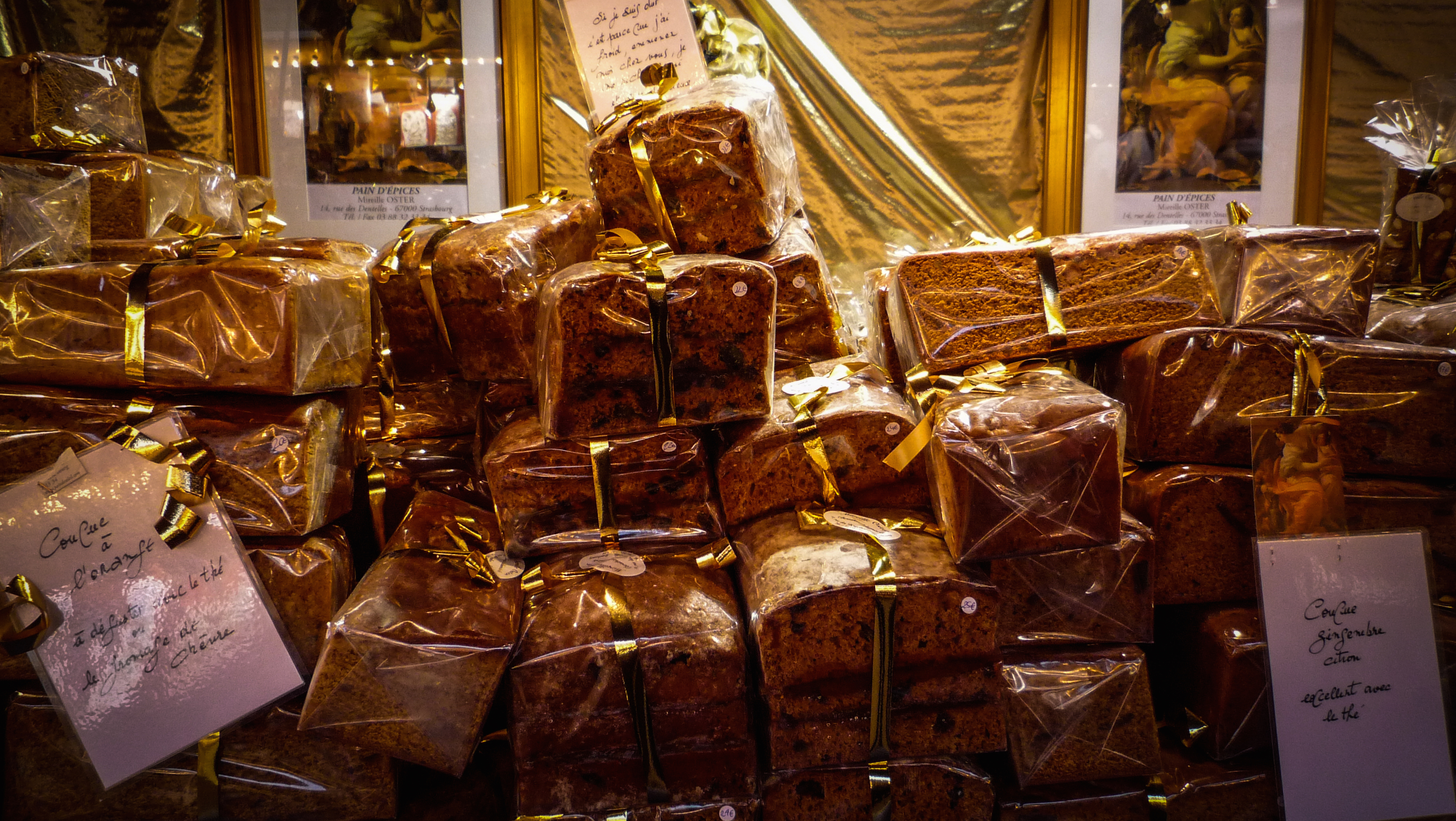
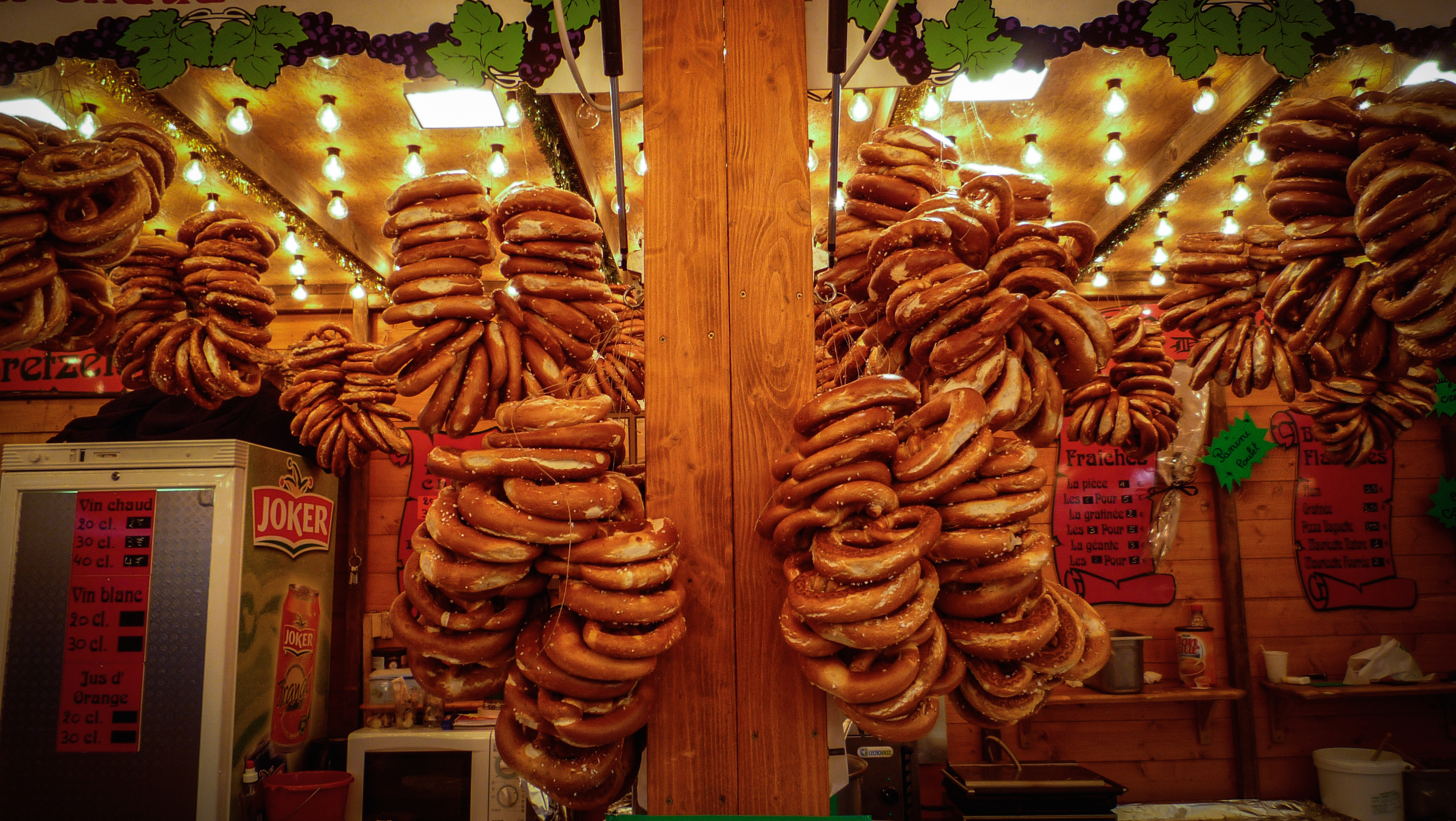

## Concurrence commerciale
Dans les années 1970 et 1980, les magasins allemands de l’Ortenau concurrencent fortement le Christkindelsmärik, car ils sont bien approvisionnés, et les prix sont souvent plus intéressants que ceux du marché de Strasbourg. De plus en plus, les articles de décoration pour Noël, puis même les sapins, sont vendus dans les grandes surfaces autour de Strasbourg et les prix pratiqués au Christkindelsmärik paraissent trop élevés. C’est un peu une période de marasme pour le marché de Noël.
Les premiers efforts pour faire venir des touristes à Noël sont peu concluants : Germain Muller, dans son cabaret satirique strasbourgeois, présente même un sketch mettant en scène deux Parisiennes venues à Strasbourg pour fêter Noël le soir du 24 décembre et échouant sur le quai d’une gare quasi déserte, où le porteur leur explique que le marché de Noël est fermé, les illuminations éteintes et que les Strasbourgeois sont rentrés fêter Noël en famille.
En 1987 apparaît à Kaysersberg (Haut-Rhin), un autre marché de Noël, réalisé par une association qui souhaite donner à cette fête une dimension culturelle et spirituelle, en liaison avec la municipalité de la bourgade. Les maisonnettes du marché sont installées dans un beau cadre, les produits vendus sont sélectionnés, le marché se tient les samedis et dimanches de l’Avent jusqu’au soir du 22 décembre, l’association organise conférences et concerts. Le succès du marché de Noël de Kaysersberg (200 000 visiteurs par an) incite le Comité régional du tourisme à lancer une campagne de promotion intitulée « Noël a un pays, l’Alsace ».

## DuChristkindelsmärikà «Strasbourg, Capitale de Noël»

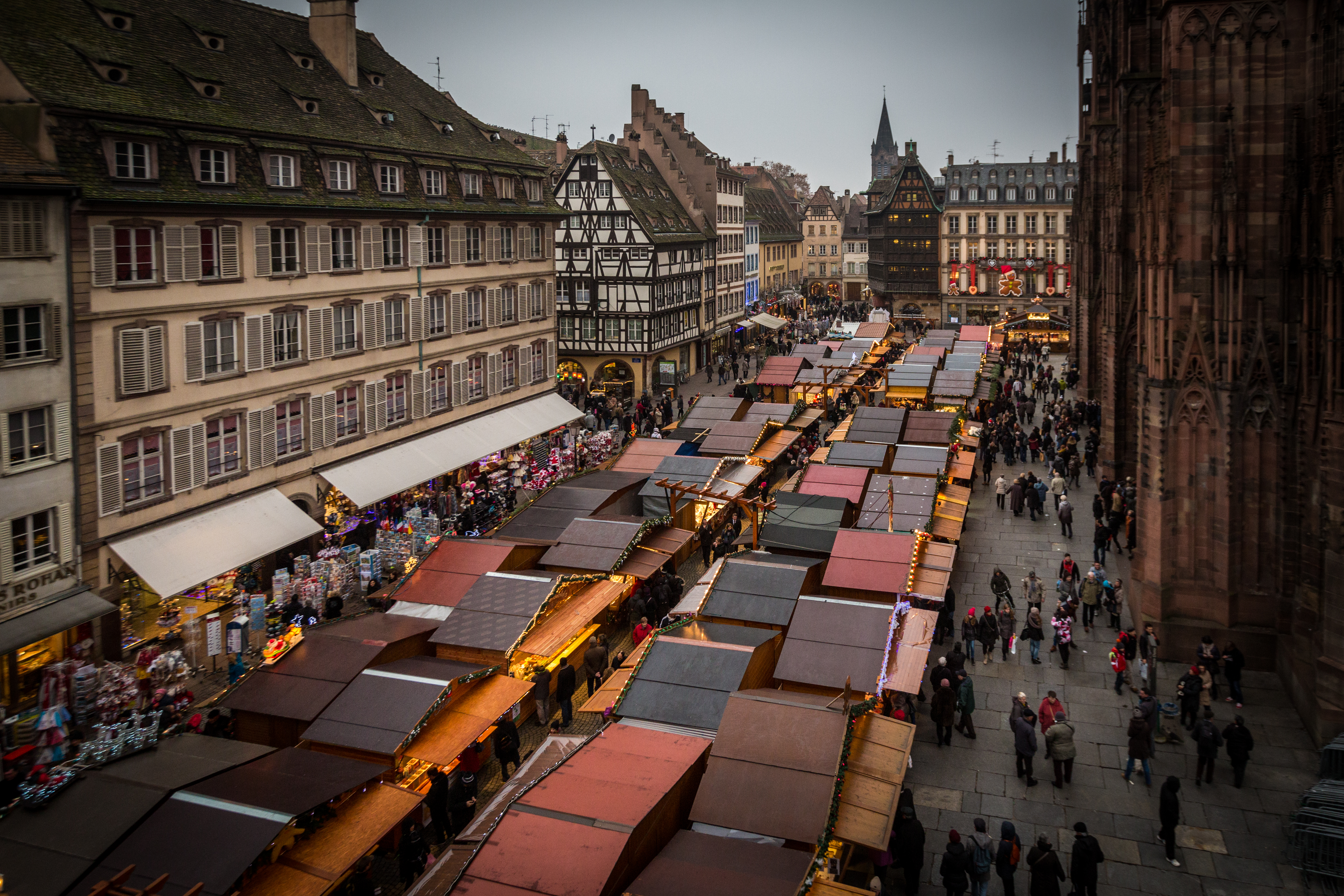
Le marché de Noël place de la Cathédrale.

Entraînée par cet élan, la ville de Strasbourg s'autoproclame en 1992 « Capitale de Noël » et lance une importante campagne de promotion de l'événement, centrée sur l'attractivité du marché de Noël. Celui-ci est agrandi sur la place Broglie même et d’autres cabanes sont installées sur la place de la Cathédrale, place d'Austerlitz, jusqu'à onze lieux dans la ville.
Trois cents commerçants et artisans, installés dans des chalets en bois d’un même modèle imposé par la municipalité contribuent à la renommée du marché et profitent de ses retombées économiques.
Un nouveau rôle est attribué au Christkindelsmärik est d’être à la fois l’attraction majeure et le prétexte à une manifestation touristique qui prend chaque année davantage d’ampleur.

## Développement

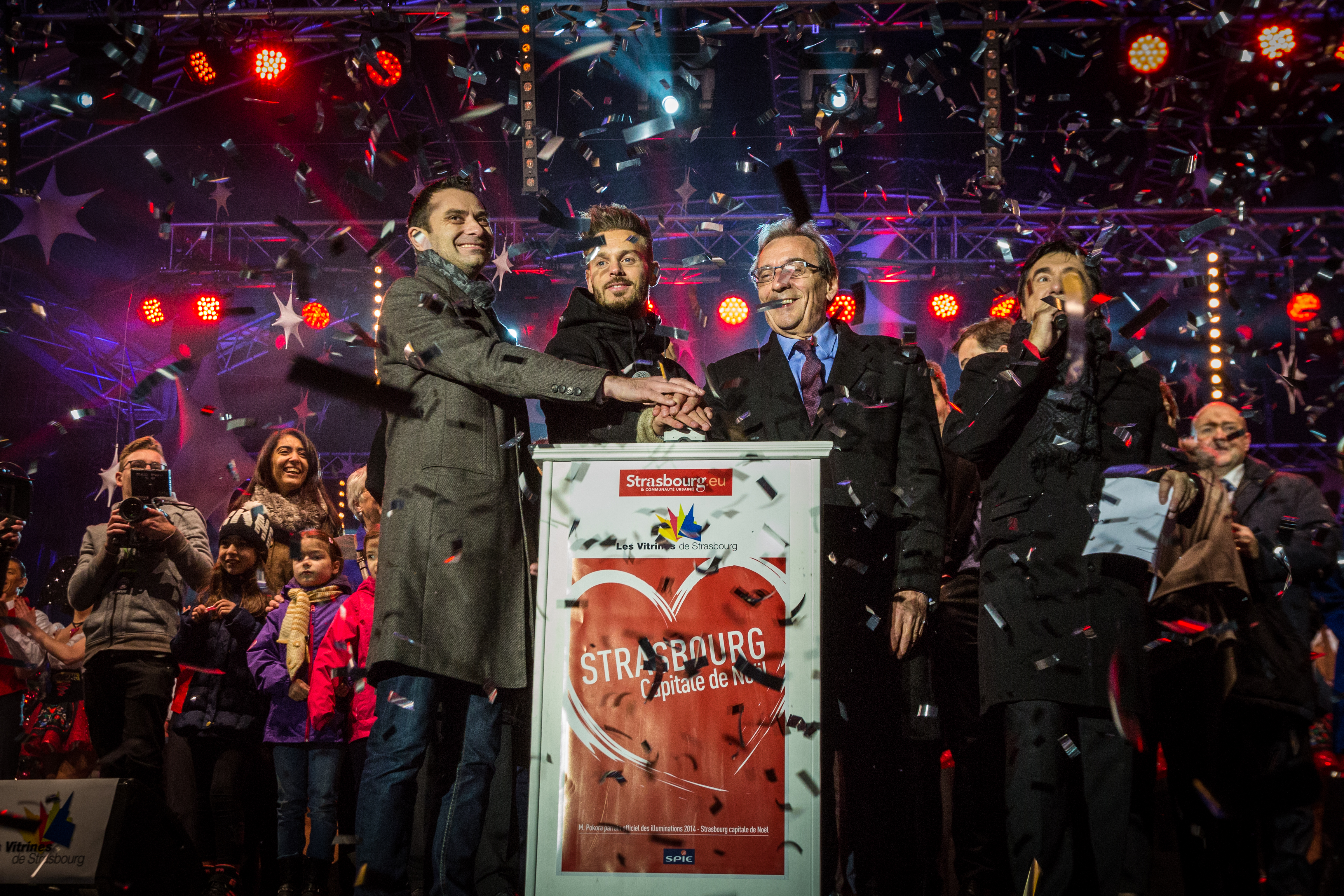
M. Pokora inaugure les illuminations de la ville en 2014.

Le marché est à présent ouvert du premier samedi de l’Avent au 31 décembre.
Dans un contexte de menace terroriste, notamment après l'attentat du 19 décembre 2016 au marché de Noël de Berlin, les mesures de sécurité prises sont très importantes. Ainsi, pour décembre 2017, 17 points de contrôle et 140 agents de sécurité sont prévus pour filtrer les accès à la grande île de Strasbourg. De plus, le centre de la ville est réservé aux piétons.
Le 11 décembre 2018, un terroriste cause cinq morts sur le marché de Noël avant d'être abattu ,.
Les mesures de sécurité sont encore renforcées en 2019 avec la fermeture entre 11h et 21h de toutes les stations de tramway du centre-ville.

En décembre 2019, une pétition contre les dérives commerciale et sécuritaire du marché de Noël obtient plus de 1500 signatures.

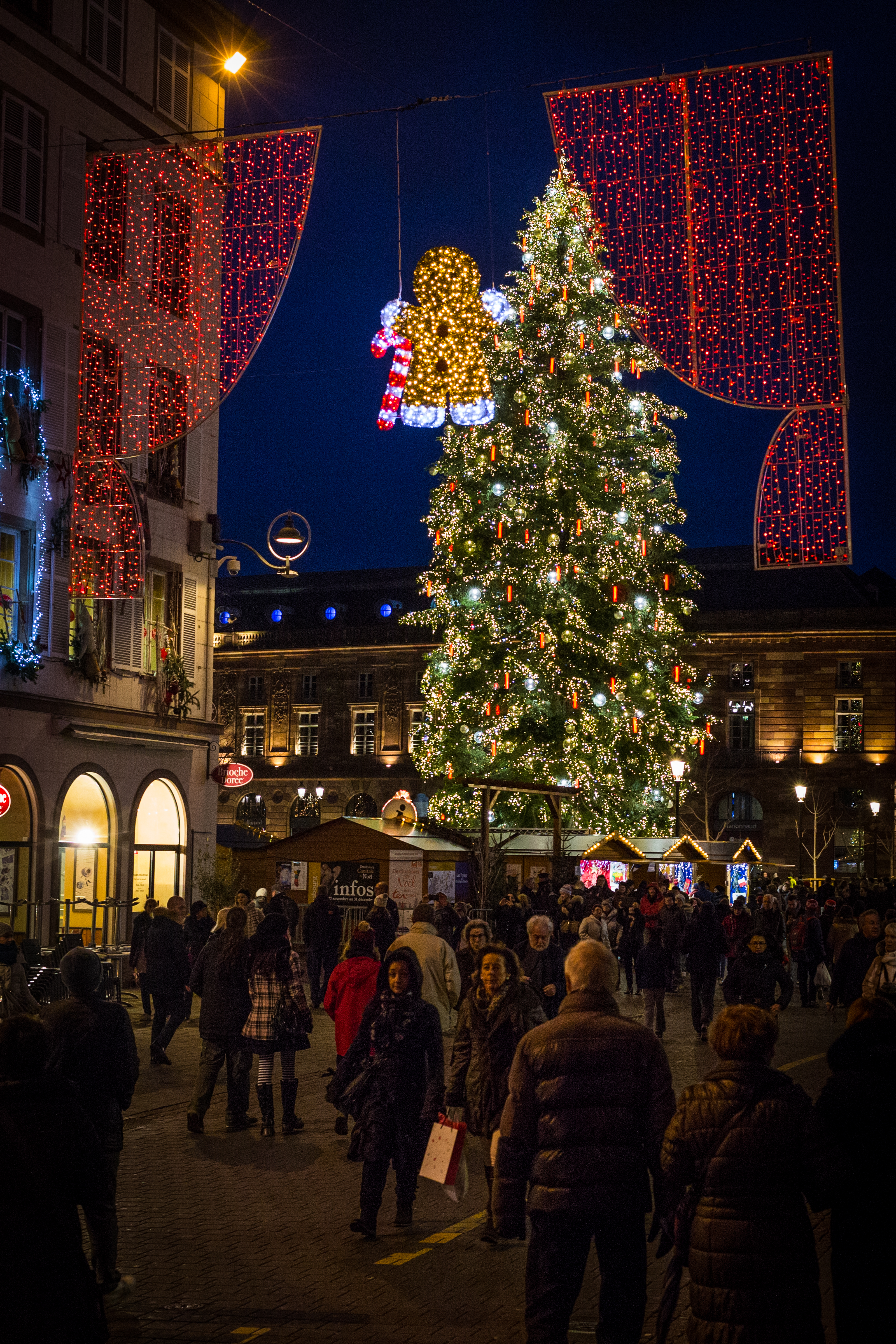
Le grand sapin de la place Kléber en 2015.

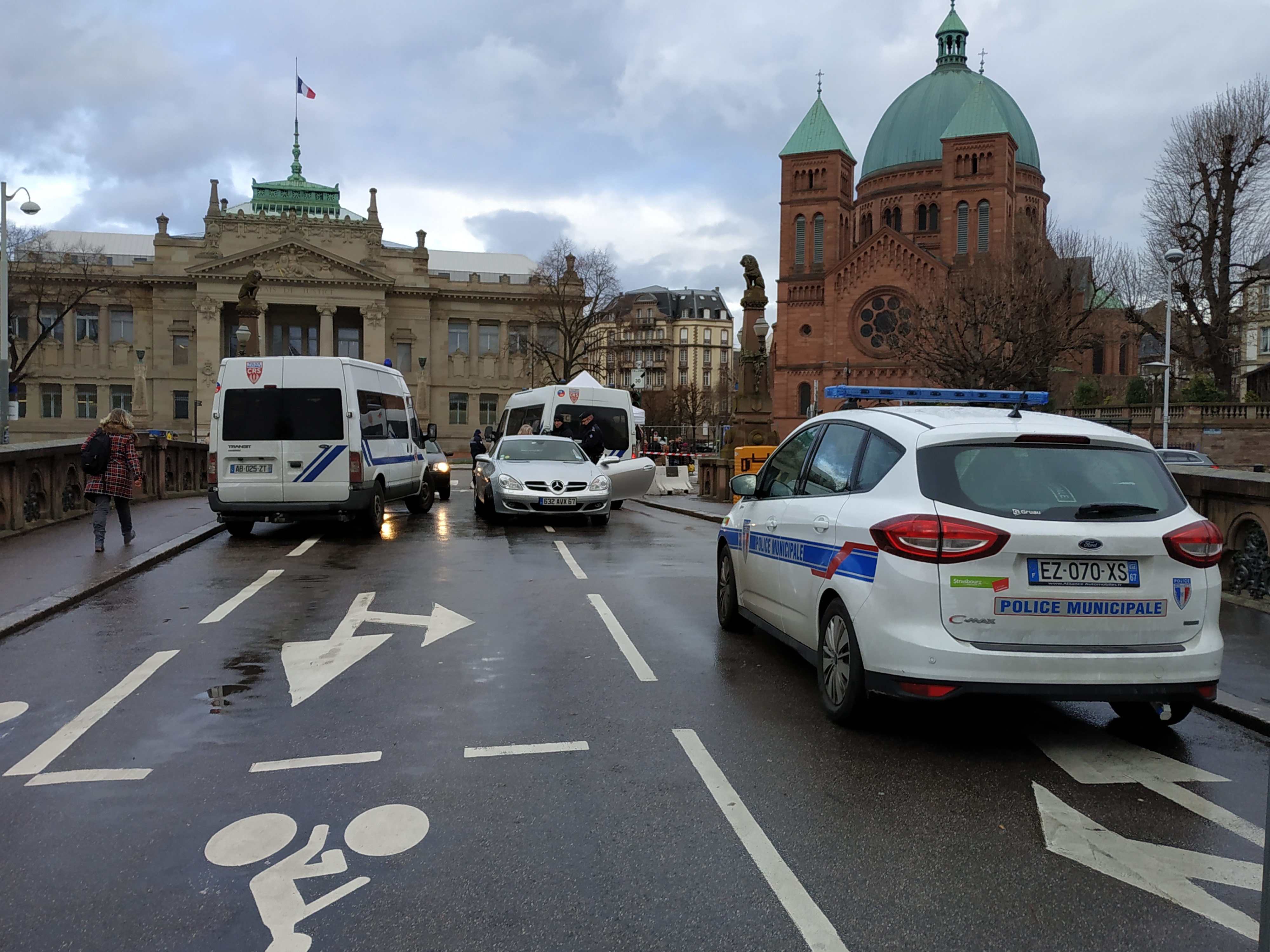
Augmentation de la sécurité au fil des années en rendant l'hypercentre hermétique aux véhicules. Ici, un checkpoint tenu par les CRS en 2018

En 2014, onze marchés de Noël jalonnent Strasbourg : places de la Gare, Kléber, du Temple-Neuf, de la Cathédrale, d’Austerlitz, Corbeau, Benjamin-Zix, des Meuniers.
Une commission municipale veille à ce que les produits proposés restent en adéquation avec les traditions alsaciennes de Noël. Ainsi, en 2010 ont été interdits bijoux et peluches ainsi que churros et paninis, avantageusement remplacés par la choucroute d’Alsace et la tarte flambée. Cette commission gère avec vigilance le Christkindelmärik, devenu « la poule aux œufs d’or ».

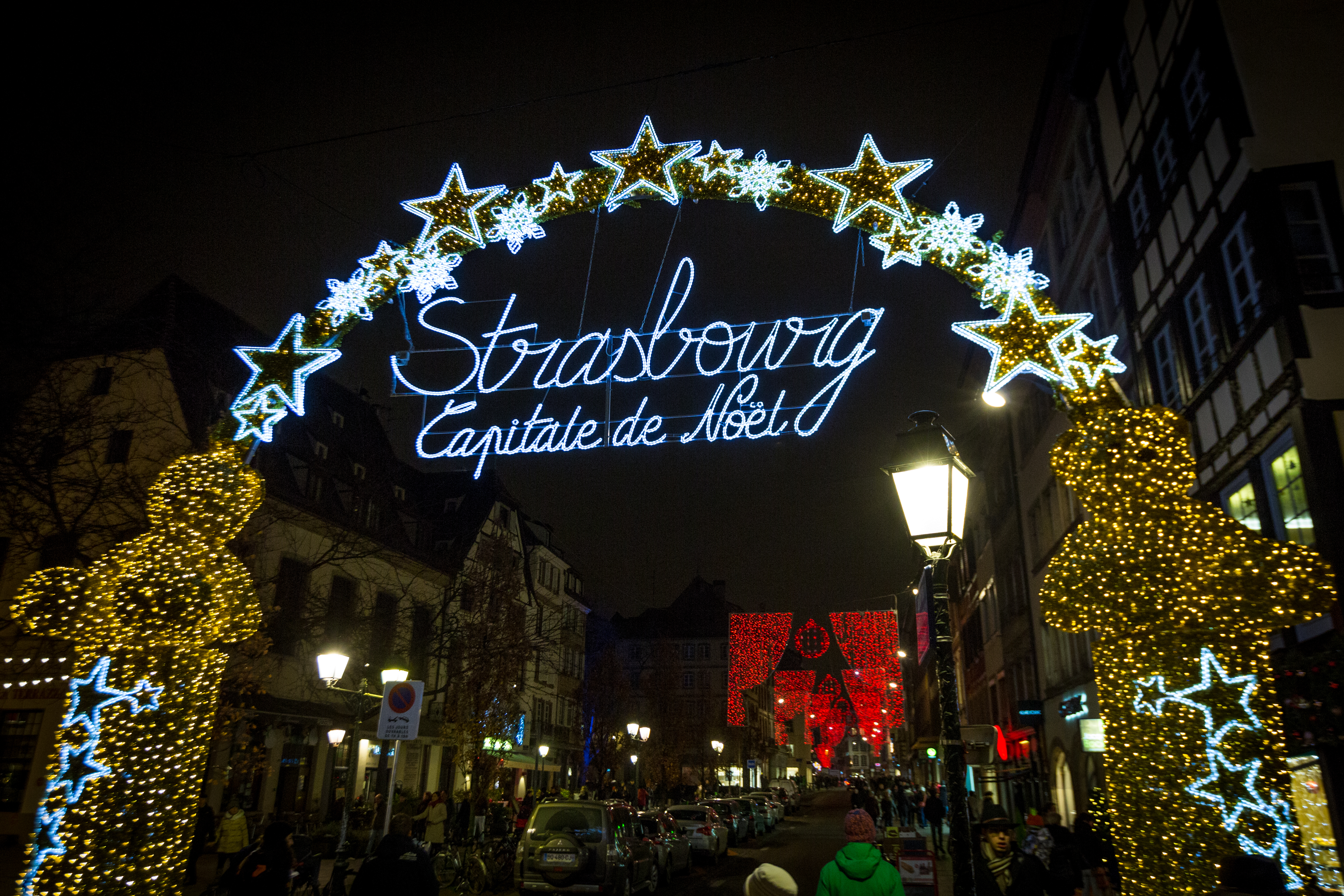
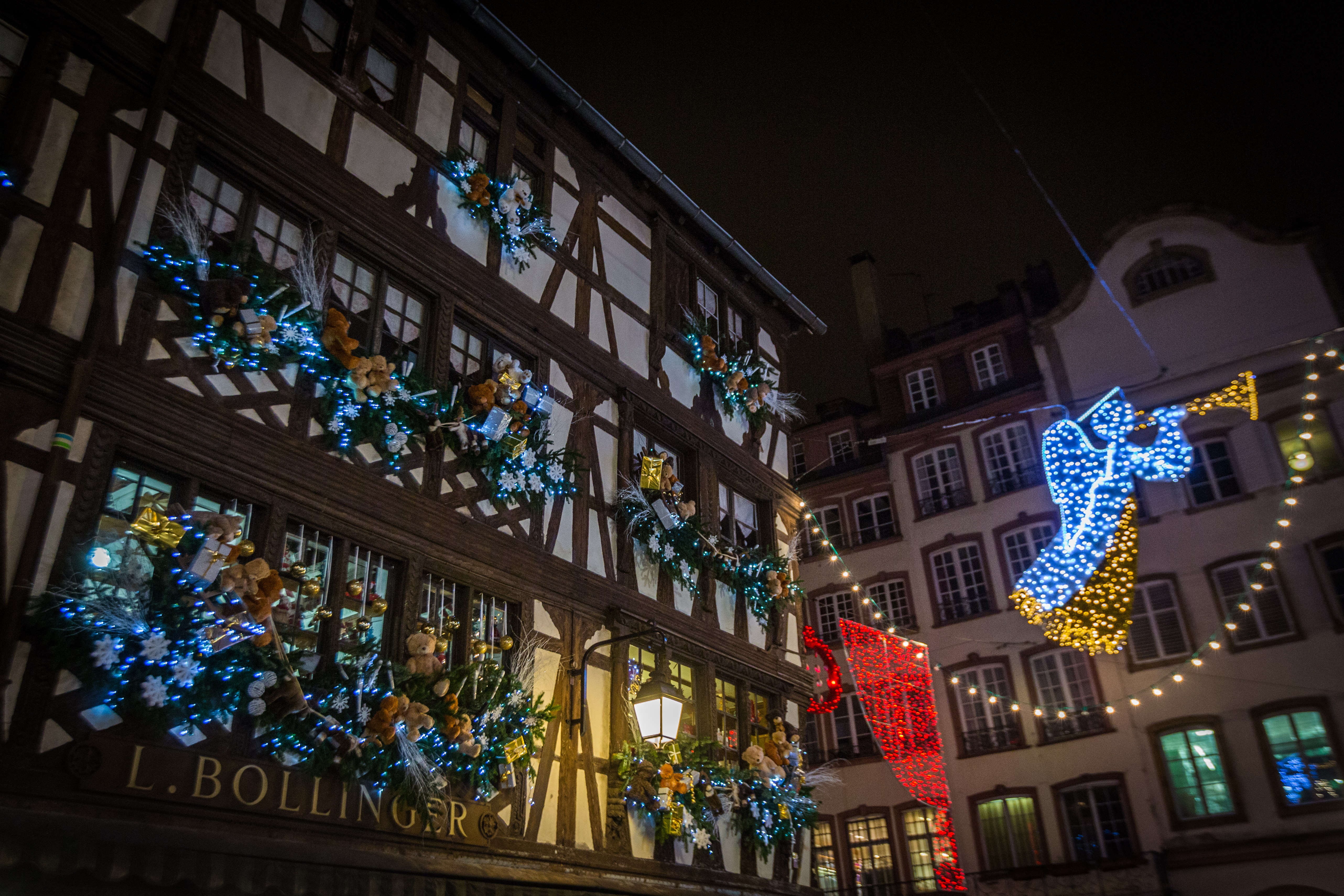
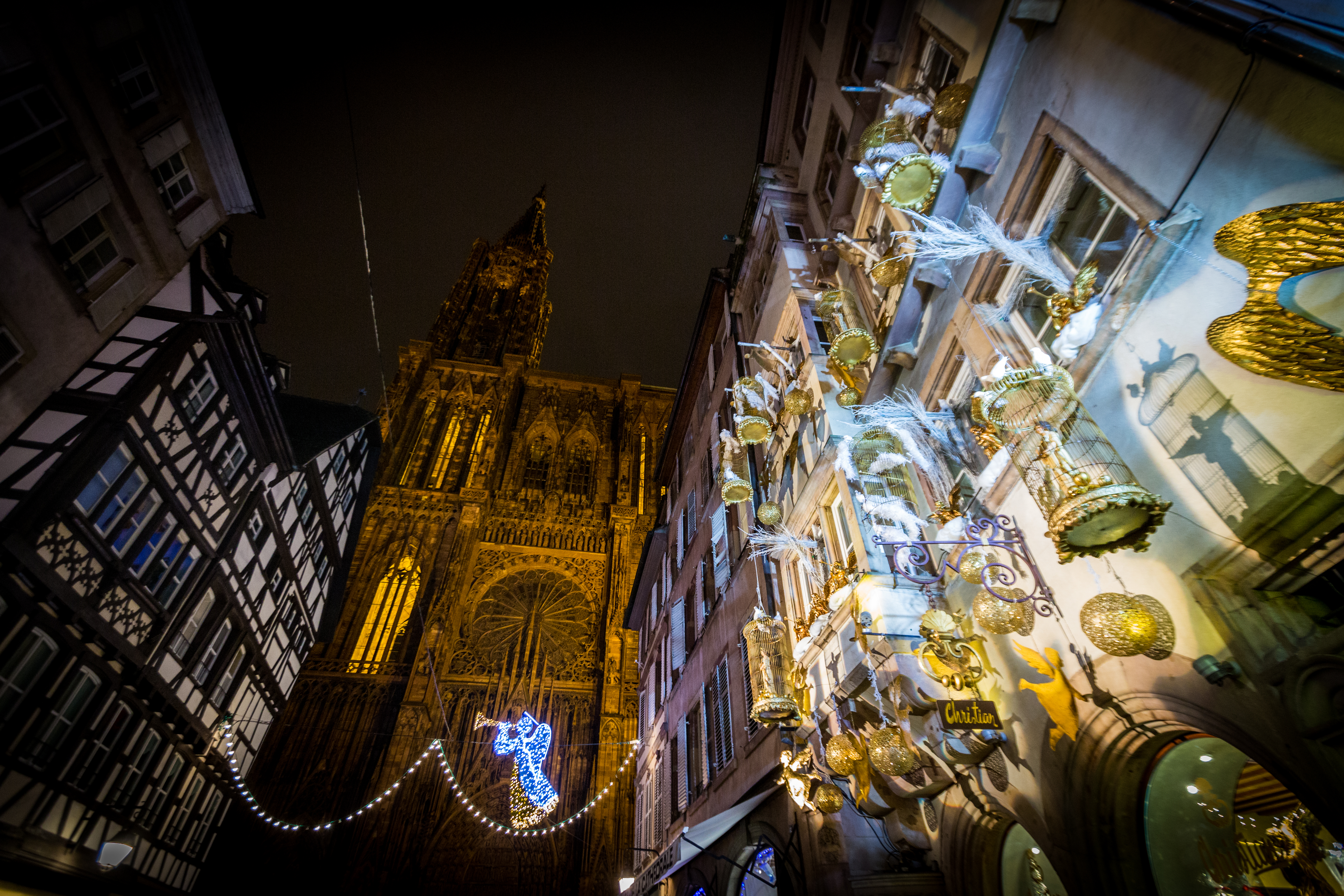
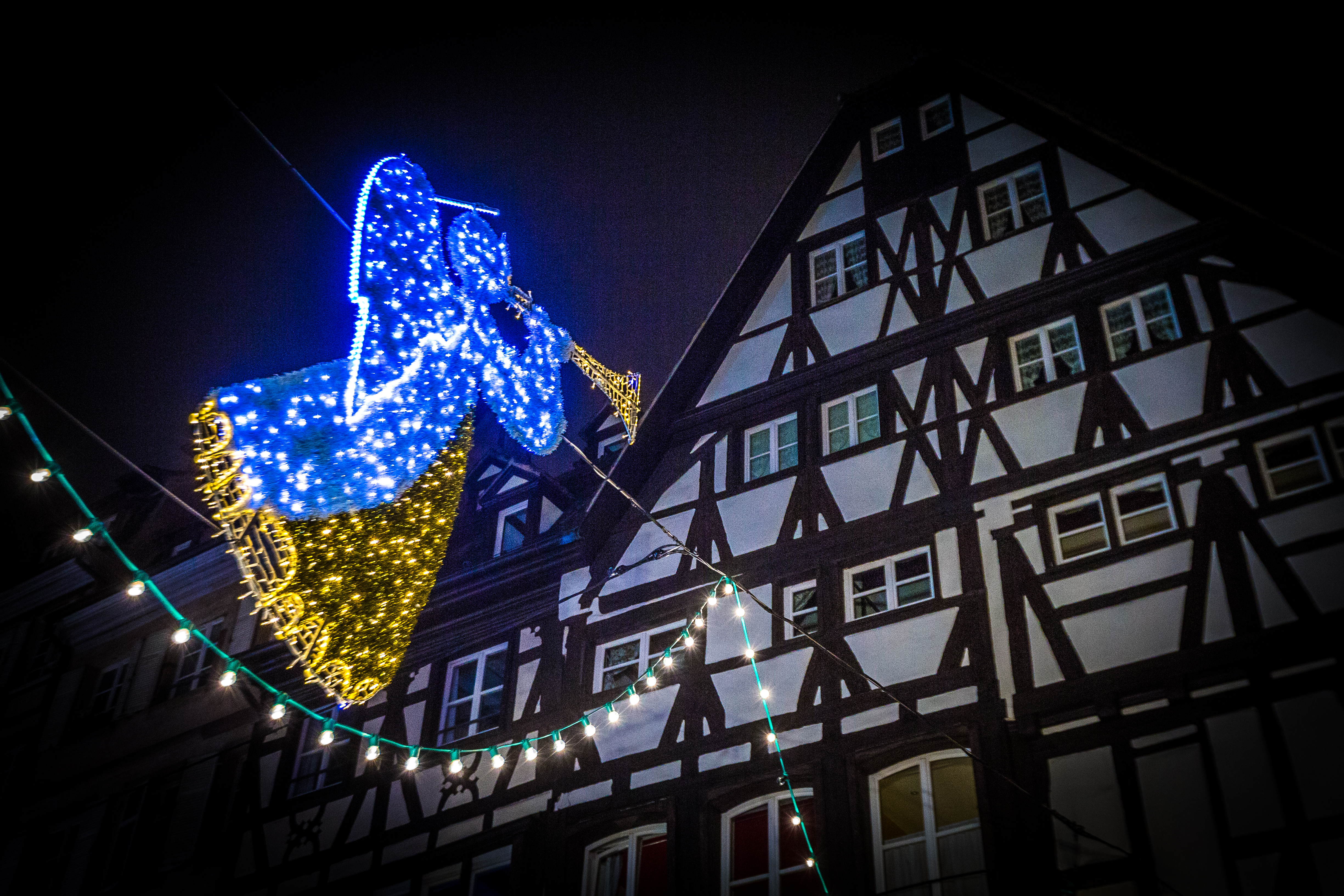

### Exporter pour attirer les touristes
Dès 1996, des voix s’élèvent à Strasbourg pour dénoncer le développement exponentiel de ce marché et le « déferlement touristique »  qu’il engendre.
Des marchés inspirés par celui de Strasbourg s’implantent dans d’autres régions de France et la manifestation s’est exportée sous son label à Tokyo et Moscou. Un partenariat est en cours pour l’organisation d’un marché de Noël sur le modèle strasbourgeois à New York, et le sapin du Madison Square Garden a été décoré en 2014 par Antoinette Pflimlin, qui fut la décoratrice attitrée de celui de la place Kléber pendant vingt ans. Ces décentralisations du marché de Noël ont pour but d’attirer chaque année plus de touristes étrangers à Strasbourg,.
En décembre 2014, la ville de Strasbourg met à la disposition des touristes et des strasbourgeois un réseau Wi-Fi gratuit, disponible sur cinq places de Strasbourg.
Le marché de Noël de Strasbourg a été couronné « Meilleur marché de Noël d’Europe 2014 » par l’organisation européenne European Best Destinations. Mais le site Trivago pointe du doigt l’augmentation moyenne  de 78 % du prix des chambres d’hôtel dans la région en décembre.
En 2019, une pétition est organisée par six associations qui protestent contre les « dérives sécuritaires » liées au marché de Noël à Strasbourg et la bunkerisation  du centre ville,.